# Sematophyllum fulvifolium
Sematophyllum fulvifolium är en bladmossart som beskrevs av Mitten 1879. Sematophyllum fulvifolium ingår i släktet Sematophyllum och familjen Sematophyllaceae. Inga underarter finns listade i Catalogue of Life.